# オリム・ナフカロフ
オリム・ナフカロフ (英語: Olim Navkarov、ウズベク語: Олим Навкаров、1983年3月3日 - ) は、ウズベキスタン出身のプロサッカー選手、サッカーウズベキスタン代表選手である。ポジションはFW。2010年にはイランサッカーリーグのフーラッドFCに練習参加したが、環境の違いからキジルクム・ザラフシャンに残留している。

## ウズベキスタン代表での得点
| # | 日時         | 場所         | 対戦相手 | 得点時のスコア | 結果 | 大会種別 |
| - | ------------ | ------------ | -------- | -------------- | ---- | -------- |
| 1 | 2011年1月2日 | シャールジャ | ヨルダン | 2-2            | 引分 | 親善試合 |